# 大都市近郊區間 (JR)
大都市近郊區間（日语：／ Daitoshi kinkō kukan */?），是根據JR的旅客營業規則（以下簡稱「旅規」）第156條第2號規定之區間，分別為：
- 東京近郊區間（日语：／ Tōkyō kinkō kukan */?）
- 大阪近郊區間（日语：／ Ōsaka kinkō kukan */?）
- 福岡近郊區間（日语：／ Fukuoka kinkō kukan */?）
- 新潟近郊區間（日语：／ Niigata kinkō kukan */?）
- 仙台近郊區間（日语：／ Sendai kinkō kukan */?）

東京、大阪、福岡的3個近郊區間自日本國有鐵道（國鐵）時代已有規定，新潟與仙台兩個近郊區間則由東日本旅客鐵道（JR東日本）規定。

## 设立目的
设立近郊区间的目的是在某一两地之间存在多条乘车路线的地区，提高乘客便利性以及简化售票检票工作。原则上旅客应该严格按照所购买车票上标明的线路乘车，但在大城市中出发地与目的地之间存在多条路线，正因如此，如果给予乘客自由选择的权利能大大提高乘车便利性。
此外，从技术层面来说，检票时很难确定乘客的乘坐区间，引入近郊区间后在简化票务系统这一方面对JR很有意义。
近年来随着IC卡逐渐推广，近郊区间（尤其是东京）也随之快速扩张甚至到了离东京站200公里远以外的地区。

## 区间内特例
大都市近郊区间内各站之间发售的单程票和季票存在如下特例（引自旅规）：
- 有效期：无论距离远近，近郊区间内的单程票全部为当日有效；（第154条）
- 中途下车：无论距离远近，中途下车后单程票自动作废；（第156条第2号）[註 3]
- 选择乘车：对于单程票和季票（还有计次票），在近郊区间内，可以选择除了车票上显示的经由线路（计算票价用的路径）之外其他可乘坐且到达同一终点的线路进行乘车。（第157条第2项）
- 若因“选择乘车”而在中途下车：
  - 单程票视作“区间变更”。（第157条第3项）如已支付票价低于实际乘坐区间票价[註 4]应该补交差额；如高于则不予退款。（第249条第2号、第2项第1号（2））
  - 季票（计次票）视作“特殊乘车”（第247条第1项）。这时可以支付乘车区间中季票所限区间以外区间的车费，并回收季票；或支付乘车区间全部票价，并由车站开具季票未使用证明[註 5]。（参见：办理客运业务标准规程（日语：旅客営業取扱基準規程）（旅程）第158条第2项）
- 自2009年3月14日起，东京近郊区间内的和特定都区市内区间和东京山手线内区间的车票适用以下特殊条件。
  - 对于东京近郊区间内的往返车票，如果从中心车站出发的运行公里数超过 200 公里，且其路线并非从中心车站出发的最短路线，则只有当从中心车站出发的最短路线的运行公里数为 200 公里或以下时，乘客才可选择是否适用特定都区市内（旅程第115条第1项）。
  - 对于东京近郊区间内的往返车票，由于从中心车站出发的路线不是最短的路线，因此从中心车站出发的运营公里数超过100公里时，只有当从中央车站出发的最短路线的运营公里数小于100公里时，乘客才可以选择是否适用东京山手线内（旅程第115条第2款）。

请注意，“大都市近郊区间内的往返车票 ”是指 “路线的所有路段仅在同一大都市近郊区间内”的。此外，除了作为选择乘车依据的 旅规第 157 条第 2 项规定 “必须在大都市近郊区间内 ”之外，并没有具体说明选择乘车的“路线”。但是，在大型时刻表和 JR 网站等提供给旅客的信息中，都标注了“同一车站不经过两次 ”和 “路线不重复”，这就是按照 JR 的实际观点来解释的。此外，车票上唯一注明的特殊规定是 “仅在有效期内有效 ”和 “下车后无效”，并不包括选择乘车。
此外，由于定期车票不受该特殊规定的限制，即使是往返于大都市近郊区间内的车票，也不允许根据该特殊规定选择性乘车。

## 票价计算
大都市近郊区间段制度是关于车票有效性（车票所含权利）的规定，与票价计算规定无关。 因此，车票发行和票价计算方法并不有所区分。在大都市近郊区间的要点中，是关于路线选择，其意图是任何路线的车票可用于任何路线。换句话说，它不一定会执行最低票价。

## 近郊區間列表

### 東京近郊區間

东京近郊区间略图

東京近郊區間為JR東日本的以下區間，不包括其他JR公司及東北新幹線、上越新幹線、北陸新幹線。以東京為中心設定的近郊區間最遠可達靜岡縣、長野縣、山梨縣、福島縣各一部分地區，範圍廣達JR東日本南半部大部分地區。
- 東海道本線：東京站－熱海站（JR東日本東海道本線全線）
  - 品鶴線及東海道貨物線：品川站 - 新川崎站 - 鶴見站 （路線資訊上為橫須賀線）- 羽澤橫濱國大站 （本段路線資訊上為相鐵·JR直通線）
- 山手線：品川站－新宿站－田端站（全線）
- 赤羽線：池袋站－赤羽站（全線）（路線資訊上為埼京線）
- 南武線：川崎站－立川站、尻手站－濱川崎站（全線）
- 鶴見線：鶴見站－扇町站、淺野站－海芝浦站、武藏白石站－大川站（全線）
- 武藏野線：府中本町站－西船橋站（全線）
- 橫濱線：東神奈川站－八王子站（全線）
- 根岸線：橫濱站－大船站（全線）
- 橫須賀線：大船站－久里濱站（全線）
- 相模線：茅崎站－橋本站（全線）
- 伊東線：熱海站－伊東站（全線）
- 中央本線：東京站－鹽尻站、岡谷站－辰野站－鹽尻站[註 11]
- 青梅線：立川站－奧多摩站（全線）
- 五日市線：拜島站－武藏五日市站（全線）
- 八高線：八王子站－倉賀野站（全線）
- 東北本線：東京站－黑磯站（宇都宮線）、日暮里站－尾久站－赤羽站、赤羽站－武藏浦和站－大宮站（路線資訊上為埼京線）
- 常磐線：日暮里站－浪江站（全路段約78%）
- 川越線：大宮站－高麗川站（全線）
- 高崎線：大宮站－高崎站（全線）
- 上越線：高崎站－水上站
- 兩毛線：新前橋站－小山站（全線）
- 水戶線：小山站－友部站（全線）
- 日光線：宇都宮站－日光站（全線）
- 烏山線：寶積寺站－烏山站（全線）
- 信越本線：高崎站－橫川站（群馬縣內全線）、篠之井站－長野站
- 總武本線：東京站－銚子站、御茶之水站 - 錦糸町站（全線）
- 京葉線：東京站－蘇我站、市川鹽濱站－西船橋站－南船橋站（全線）
- 外房線：千葉站－安房鴨川站（全線）
- 內房線：蘇我站－安房鴨川站（全線）
- 成田線：佐倉站－松岸站、成田站－我孫子站、成田站－成田機場站（全線）
- 鹿島線：香取站－鹿島足球場站（全線）
- 久留里線：木更津站－上總龜山站（全線）
- 東金線：大網站－成東站（全線）
- 篠之井線：鹽尻站－篠之井站（全線）
- 小海線：小淵澤站－野邊山站
- 水郡線：水戶站－常陸大子站、上菅谷站－常陸太田站
- 吾妻線：澀川站－大前站（全線）

#### 車內路線圖
- 至2008年3月14日為止車內揭示板路線圖的名稱為「東京近郊路線圖」，2008年3月15日改點起使用「路線網絡」的名稱，同時也加入了不屬於JR東的東京單軌電車羽田機場綫。
- 2009年3月14日改點後，東京近郊區間擴大，但只揭載以前的地域路線圖（但同日開業的西府站與西大宮站亦有揭載）。

### 大阪近郊區間

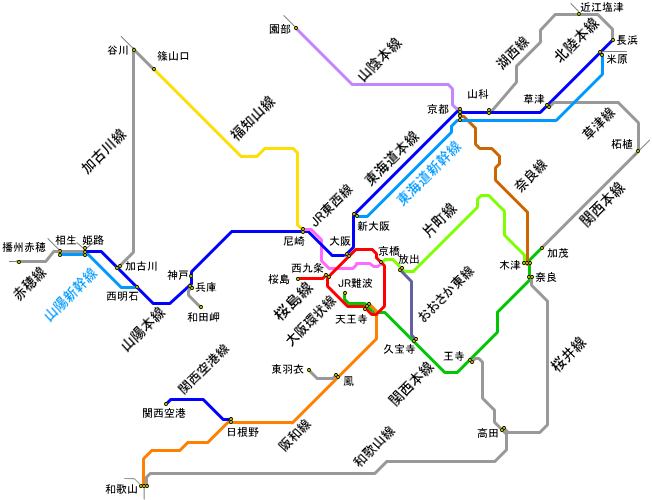
大阪近郊區間略圖

大阪近郊區間為JR東海與JR西日本以下的區間。不包括山陽新幹線新大阪站－西明石站。
- 東海道本線[註 12]：米原站－神戶站[註 13]
- 東海道新幹線：米原站－新大阪站[註 14]
- 湖西線：山科站－近江鹽津站（全線）
- 大阪東線：新大阪站－久寶寺站（全線）
- 大阪環狀線：天王寺站－大阪站－新今宮站（全線）
- 櫻島線：西九條站－櫻島站（全線）
- JR東西線：京橋站－尼崎站（全線）
- 福知山線：尼崎站－谷川站
- 北陸本線：米原站－近江鹽津站
- 山陽本線
  - 本線（包括JR神戶線）：神戶站－相生站
  - 和田岬線：兵庫站－和田岬站
- 山陽新幹線：西明石站－相生站
- 加古川線：加古川站－谷川站（全線）
- 赤穗線：相生站－播州赤穗站
- 山陰本線：京都站－園部站
- 關西本線：柘植站－JR難波站
- 草津線：柘植站－草津站（全線）
- 奈良線：京都站－木津站（全線）
- 櫻井線：奈良站－高田站（全線）
- 片町線：木津站－京橋站（全線）
- 和歌山線：王寺站－和歌山站（全線）
- 阪和線（全線）
  - 本線：天王寺站－和歌山站
  - 羽衣線：鳳站－東羽衣站
- 關西機場線：日根野站－關西機場站（全線）

### 福岡近郊區間

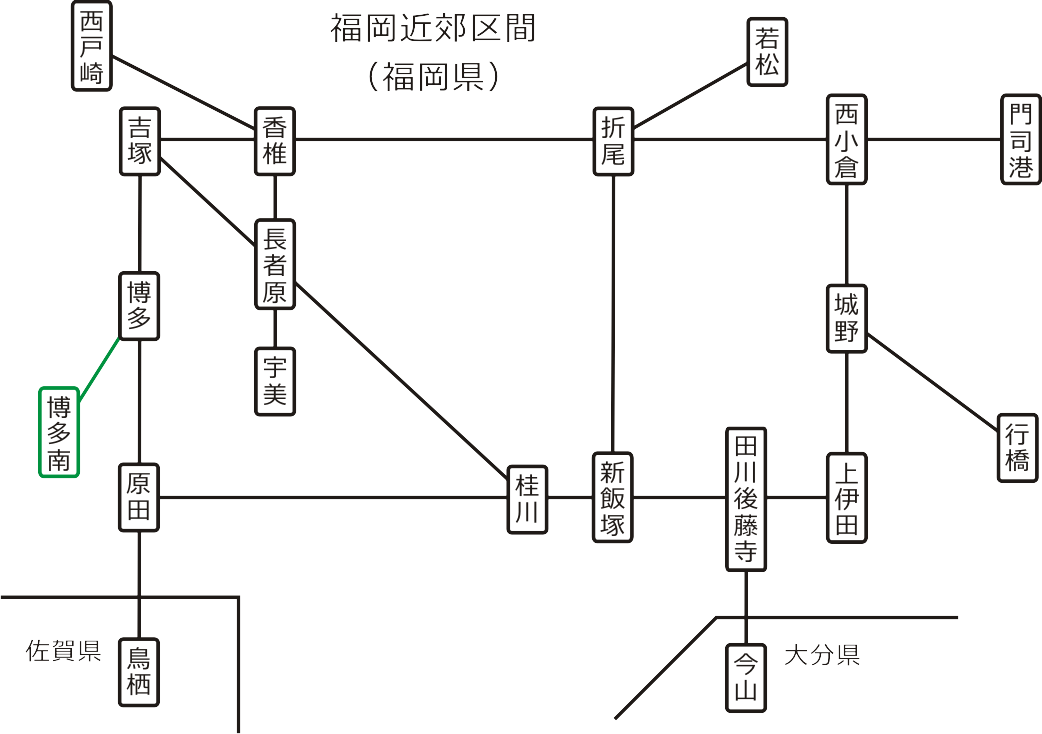
福岡近郊區間略圖

福岡近郊區間為JR西日本與JR九州以下的區間。不包括山陽新幹線、九州新幹線。
- 鹿兒島本線：門司港站－鳥栖站
- 香椎線：西戶崎站－宇美站（全線）
- 篠栗線：吉塚站－桂川站（全線）
- 博多南線：博多站－博多南站（全線）[註 15]
- 日豐本線：小倉站－行橋站
- 日田彥山線：城野站－今山站
- 筑豐本線：若松站－原田站（全線）
- 後藤寺線：新飯塚站－田川後藤寺站（全線）

### 新潟近郊區間

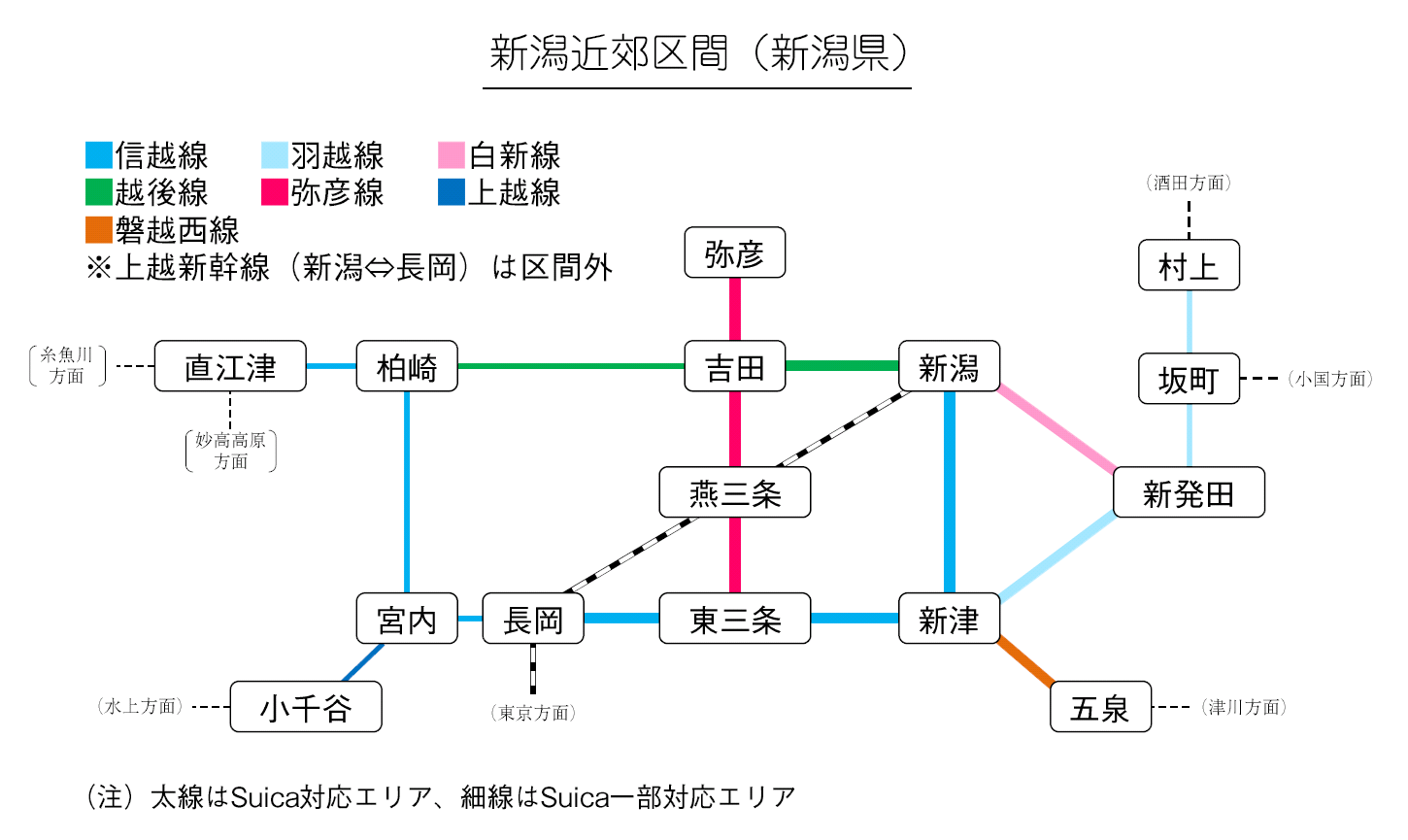
新潟近郊區間略圖

新潟近郊區間為JR東日本以下區間。不包括上越新幹線。
- 磐越西線：五泉站－新津站
- 羽越本線：新津站－村上站
- 白新線：新潟站－新發田站（全線）
- 信越本線：直江津站－新潟站（新潟縣內全線）
- 越後線：柏崎站－新潟站（全線）
- 彌彥線：彌彥站－東三條站（全線）
- 上越線：小千谷站－宮內站

### 仙台近郊區間

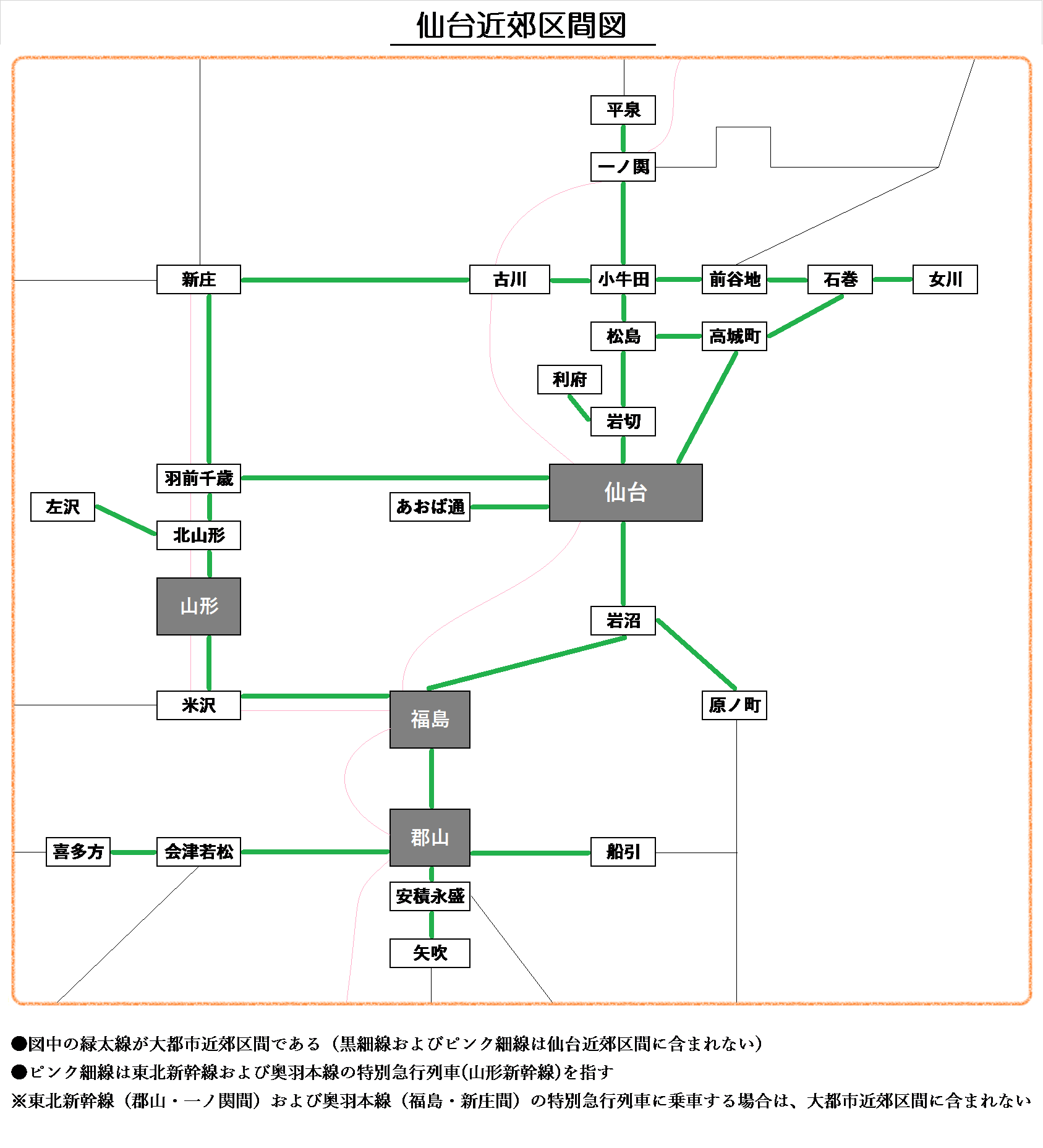
仙台近郊區間略圖

仙台近郊區間為JR東日本以下的區間。不包括東北新幹線、山形新幹線。
- 東北本線
  - 本線：矢吹站－平泉站
  - 利府支線：岩切站－利府站
  - 仙石線、東北本線接續線（仙石東北線）：松島站－高城町站
- 常磐線：小高站－岩沼站
- 仙山線：仙台站－羽前千歲站（全線）
- 仙石線：青葉通站－石卷站（全線）
- 石卷線：小牛田站－女川站（全線）
- 磐越東線：船引站－郡山站
- 磐越西線：郡山站－喜多方站
- 奥羽本線（山形線）：福島站－新站（同區間乘搭特別急行列車（山形新幹線）的情況除外）
- 左澤線：北山形站－左澤站（全線）
- 陸羽東線：小牛田站－新庄站（全線）

受東日本大震災影響，一部分線區無法運行。
2014年4月1日起實施。

## 大回乘车

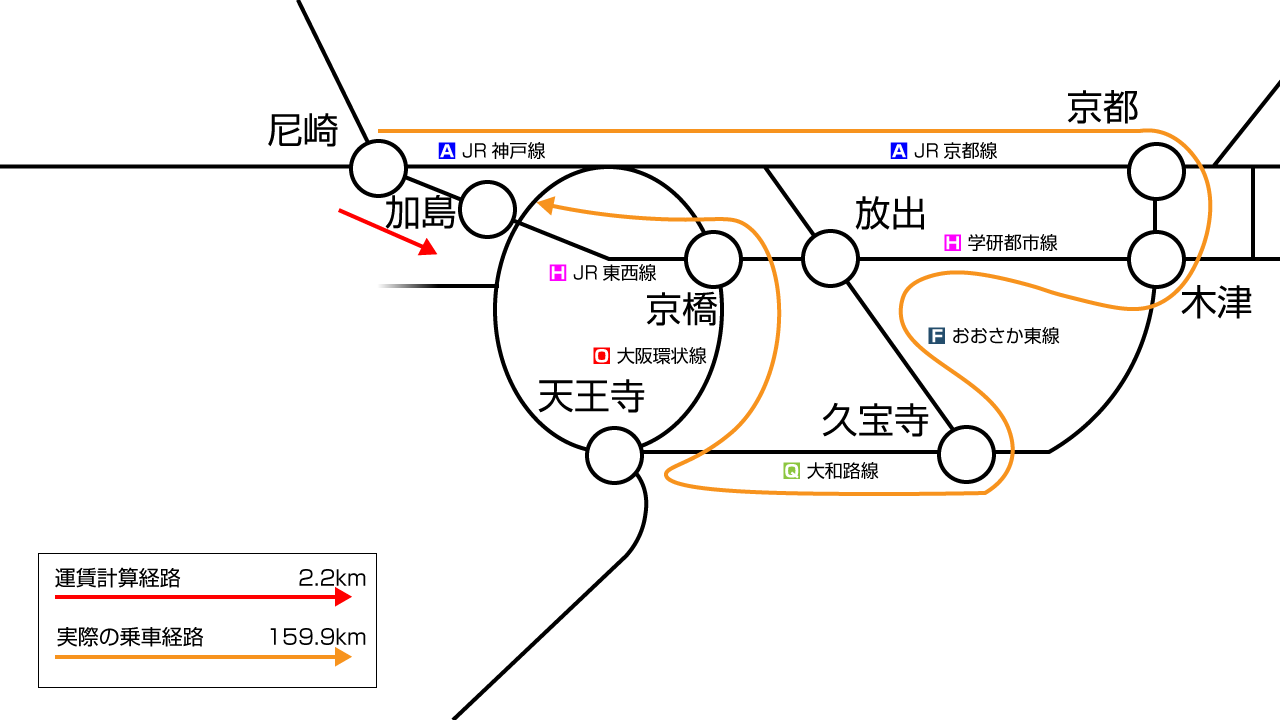
大阪近郊区间的大回乘车的一个例子

日本铁道迷们所说的 “大回乘车”，是指在大都市近郊区间内，根据 旅规第 157 条第 2 款的规定，使用 “选择乘车 ”制度，持起步价票价区段（或类似的较低票价区段）的车票乘坐长途区段的一种行为。
- 例如：从尼崎站到邻近的加岛站，途经尼崎站-京都站-木津站-放出站-久宝寺站-天王寺站-京桥站-加岛站时，可根据最短、最便宜的路线购买起步票价（140 日元）区间的车票並乘车。

虽然有人认为，使用起步价选择性地利用大都市近郊区间内的超长距离，背离了在大都市近郊区间内选择乘车的原则和目的，但毫无疑问，根据旅规第157条第2项的规定，这是允许的，即使实际乘坐的距离与车票上的距离相比是超长距离。 不过，在这种情况下，如果把列车看作是一种交通工具（目的是从一个车站到另一个车站），那么采取这种乘车方式就没有什么意义了，因为可以下车的车站都是起步价就可以乘坐到达的车站。 因此，采取这种乘车方式的原因是为了享受列车本身或使用车站设施。

## 關連項目
- 電車特定區間（日语：電車特定区間）：短距離電車。一部分列車的時刻表使用“東京（大阪）近郊区間”這種表示方式。
- 列車特定區間（日语：列車特定区間）
- 經路特定區間（日语：経路特定区間）
- 特定都區市內
- 國鐵（日语：国電）、E電（日语：E電）
- 都市網絡

## 外部連結
- JR東日本：きっぷに関するご案内　運賃計算の特例（页面存档备份，存于）（揭載簡略化的5個區間路線圖）
- JR東日本：旅客營業規則第156條 （页面存档备份，存于）（其他的JR為同文）
- JR旅客制度特例的變遷 （页面存档备份，存于）